# Henry Herbert, 6. Earl of Carnarvon
Henry George Alfred Marius Victor Francis Herbert, 6. Earl of Carnarvon (* 7. November 1898; † 22. September 1987), war ein britischer Peer und Offizier.

## Leben
Er war der Sohn des George Herbert, 5. Earl of Carnarvon (1866–1923), aus dessen Ehe mit Almina Wombwell (um 1877–1969). Als Heir apparent seines Vaters führte er zu dessen Lebzeiten den Höflichkeitstitel Lord Porchester.
Er besuchte das Eton College und durchlief eine Kadettenausbildung am Royal Military College, Sandhurst. Während des Ersten Weltkriegs trat er als Offizier der 7th (Queen’s Own) Hussars in die British Army ein und nahm an den Kämpfen in Mesopotamien teil. Er blieb auch nach dem Krieg im aktiven Armeedienst, aus dem er erst im Juli 1923 im Rang eines Lieutenant austrat, nachdem er im April 1923, beim Tod seines Vaters, dessen Adelstitel als 6. Earl of Carnarvon und 6. Baron Porchester sowie dessen Besitzungen einschließlich des Familiensitzes Highclere Castle geerbt hatte. Er übernahm von seinem Vater auch dessen Gestüt zur Zucht von Rennpferden sowie das Amt eines High Steward auf der Rennbahn in Newbury.
Anlässlich des Zweiten Weltkriegs kehrte er im März 1940 als Lieutenant der 7th Queen’s Own Hussars in den Armeedienst zurück. Er wurde im Stabsdienst in England eingesetzt und erreichte den Rang eines Lieutenant-Colonel. 1948 wurde er mit der US-amerikanischen Bronze Star Medal ausgezeichnet.
1976 und 1980 veröffentlichte er seine Memoiren.
Er starb 1987 im Alter von 88 Jahren.

## Ehen und Nachkommen
In erster Ehe heiratete er 1922 die US-Amerikanerin Anne Catherine Tredick Wendell († 1977). Die Ehe wurde 1936 geschieden. Mit ihr hatte er zwei Kinder:
- Henry George Reginald Molyneux Herbert, 7. Earl of Carnarvon (1924–2001), ⚭ 1956 Jean Margaret Wallop;
- Lady (Anne) Penelope Marian Herbert (* 1925), ⚭ 1945 Reinier Gerrit Anton van der Woude, Captain der Grenadier Guards.

1939 heiratete er die österreichische Tänzerin Ottilie Ethel Losch († 1975), Witwe des Edward Frank Willis James. Die Ehe blieb kinderlos und wurde 1947 geschieden.